# ダラン・マイスター
ダラン・マイスター（Darun Mister）は、カプコン、アリカの対戦型格闘ゲーム『ストリートファイターEX』シリーズ、およびアリカの対戦型格闘ゲーム『ファイティングEXレイヤー』に登場する架空の人物。
担当声優は長嶝高士。

## 概要
インドの勇者のみに許されるインド版レスリング「インドラウト」の王者。レスラーであると同時に、プルム・プルナのお目付け役にしてボディガードでもある。プルムともども『EX2』のみ登場しなかったが、『EX2 PLUS』より復活した。
彼は同じレスラーであるザンギエフとヴィクター・オルテガ（『マッスルボマー』シリーズのキャラクター）と戦いたいと思っている。『EX3』ではザンギエフとはタッグを組むなど、息が合っている。また、軟弱な若者に嘆く一面もある。
『ストリートファイターV』の公式ホームページ「シャドルー格闘家研究所」の「キャラ図鑑」にて個人プロフィールが明かされ、ザンギエフが「駒」を託した友人が彼という設定になっている。
『ファイティングEXレイヤー』では、突然夢の中に現れたインドラウト神のお告げに従い、プルムのボディガードを辞職して日本に向かうが、ガルダに襲われ瀕死となる。強氣に守られ一命をとりとめたものの、再びガルダを倒すために立ち上がる。

## ゲーム上の特徴
『EX』シリーズにおいてはザンギエフと双璧を成すほど、投げ技が主体のキャラクター。柔らかい体から繰り出されるコミカルな動きが特徴。
打撃戦もこなせるが、その分、必殺投げの性能はザンギエフに若干劣る。
「ダランキャッチ」や「大覚」など隙の短い技を連発することによるゲージ溜めが得意。

## 各種技の解説

### 通常技
ここでは『ストEX PLUS α』での技名称を掲載。なお、立ち状態の遠近およびジャンプ状態の垂斜の区別はない。
| 操作     | 立ち           | しゃがみ       | ジャンプ           |
| -------- | -------------- | -------------- | ------------------ |
| 弱パンチ | ジャブ         | ロージャブ     | ジャンプジャブ     |
| 中パンチ | 地獄突き       | ローストレート | ジャンプストレート |
| 強パンチ | ダランチョップ | ローストレート | ジャンプストレート |
| 弱キック | アリキック     | ローキック     | 地獄ニー           |
| 中キック | ケンカキック   | レッグキック   | ニール落とし       |
| 強キック | ハイキック     | レッグキック   | ドロップキック     |

しゃがみ強キック
『EX2 PLUS』以降では、倒れ込むようにして足元を蹴り払うモーションに変更されている。

### 投げ技
バックドロップ
『EX2 plus』まではパンチボタンで出す投げ技。
ジャーマンスープレックス
『EX2 plus』まではキックボタンで出す投げ技。
落下式ガンジスDDT
空中投げ。『EX』シリーズでは必殺技と同じ「ガンジスDDT」という技名。
ボディスラム
『EXレイヤー』で「バックドロップ」と差し替えられる形で実装された投げ技。

### 特殊技
ガンジスチョップ
ガードブレイクまたはハードアタック技。両手を構えてチョップを振り下ろす。

### 必殺技
ラリアット
弱だと一発、中と強だと一回転して二発出す。
ガンジスDDT
相手に向かって飛びかかり、投げつける技。空中でも特殊投げとして使用可能。
ブラフマボム
相手を掴むと飛び上がって、前転して、地面に叩きつけるコマンド投げ。
インドラ橋
つかんだ相手をブリッジの体勢で跳ね上げる投げ技。
ダランキャッチ
空中にいる相手をつかみ、投げつける。
大覚
腹部に相手の打撃を当てて受け流すカウンター技。

### スーパーコンボ
黄昏ラリアット
『EX plus α』までの技。連続で「ラリアット」を繰り出す。『EX3』ではクリティカルパレードの発動技として登場。
超絶鬼神ボム
コマンド投げ。「ブラフマボム」より高く飛び上がって、前転の数が増える。
インドラ〜橋
ブリッジの体勢で相手を跳ね上げる。「インドラ橋」と違って、完全な打撃技である。跳ね上げられた相手に追撃することが可能。
G.O.D
メテオコンボの投げ技。技名は「ギャンブル・オブ・ダラン(Gamble Of Darun)」の略称。
発動後は特定の追加コマンドを入力していくことになる。相手はパンチボタンかキックボタンのうち、同じボタンを押すことで技を中断させられる。
最後まで追加コマンドを成功させると、一撃必殺のダメージを与えることができる。
メテオタッグコンボ・ダラン&ザンギエフ
『EX3』でザンギエフがパートナーの時に発動可能なメテオタッグコンボ（個別の技名はない）。ダランが相手に掴みかかったところへ、ザンギエフが空中から飛び込み組んだ両手を相手に叩きつけ、さらに二人で挟みうちにしてのラリアットを決める。
またザンギエフ側からも発動でき、この場合は二人の技の動作が入れ替わる。
この他、ダランがパートナー時にプルム始動で発動できるメテオタッグコンボも存在する。

## 登場作品
- 対戦型格闘ゲーム
  - 『ストリートファイターEX』シリーズ（『EX2』を除く）
  - 『ファイティングEXレイヤー』